# 張永成 (台灣)
張永成，中華民國政治人物，現任中華民國農會總幹事、農訓協會理事長、臺北農產運銷公司常務董事。

## 生平
原名張永福，自1994年起擔任虎尾農場場長，同年在斗六開設當舖，因為在1996年放高利貸，1997年被依重利罪判刑，1998年被通緝後被捕入獄。
自2005年起6次連任臺灣省農會、中華民國農會總幹事。

## 爭議

### 被質疑經歷不實
2017年2月，民主進步黨立委蘇治芬、蔡易餘質疑，張永成的虎尾農場場長經歷不實，期間沒有任何敘薪及勞保投保資料，因此沒有擔任農會總幹事的資格。對此，張麗善回應是抹黑。

## 家庭
配偶為雲林縣長張麗善。